# Fabrizio Moro (album)
Fabrizio Moro è il primo album in studio del cantautore italiano omonimo, pubblicato nel 2000 dalla BMG Ricordi.

## Descrizione
L'album è stato pubblicato in seguito alla partecipazione dell'artista al 50ª edizione del Festival di Sanremo nella sezione "Giovani" con la canzone Un giorno senza fine, estratto come singolo.
La produzione artistica e arrangiamenti è affidata a Massimo Luca con la collaborazione di Enrico Solazzo programmazione computer, tastiere e arrangiamento archi, Roberto Polito alla batteria, Francesco Puglisi al basso, Massimo Luca chitarre acustiche ed elettriche, registrato e missato da
Eugenio Vatta. Prodotto da Max Mastrangelo.
Finito fuori catalogo nel 2007, il disco è stato introvabile per diversi anni, finché nel 2016 la Nar International ha pubblicato una riedizione fisica dell'album.

## Tracce
Testi e musiche di Fabrizio Moro.
1. Per tutta un'altra destinazione – 3:50
2. Romantica (se ti va) – 4:15
3. Gli amplessi di Marta – 3:41
4. Situazioni della vita[2] – 4:18
5. Canzone di campane – 4:53
6. Un giorno senza fine[3] – 3:58
7. Brava – 3:03
8. 9096 Ro.La – 4:39
9. Stanco di crescere – 3:58
10. Claudia – 3:06
11. Canzone giusta – 4:43

## Formazione
- Fabrizio Moro – voce
- Massimo Luca – chitarra acustica, chitarra elettrica
- Enrico Solazzo – tastiera, programmazione
- Roberto Polito – batteria
- Francesco Puglisi – basso
- Umberto Iervolino – tastiera, programmazione
- Matteo Pagano, Silvia Pagano – cori